# Donatien Bafuidinsoni
Donatien Bafuidinsoni Maloko-Mana SJ (Mai-Ndombe, Bandundu, República Democrática do Congo, 11 de dezembro de 1962) é um clérigo religioso congolês e bispo católico romano de Inongo.
Donatien Bafuidinsoni ingressou na ordem dos Jesuítas em 29 de setembro de 1981 e emitiu a profissão temporária em 11 de setembro de 1983. Recebeu o sacramento da ordem sagrada em 18 de julho de 1993.
Em 31 de março de 2015, o Papa Francisco nomeou-o bispo titular de Gemellae em Bizacena e nomeou-o bispo auxiliar em Kinshasa. O Arcebispo de Kinshasa, Cardeal Laurent Monsengwo Pasinya, ordenou-o e a Jean-Pierre Kwambamba Masi bispos em 7 de junho do mesmo ano; Os co-consagradores foram o Secretário da Congregação para o Culto Divino e a Disciplina dos Sacramentos, Dom Arthur Roche, Arcebispo Curial, e o Bispo de Inongo, Philippe Nkiere Keana CICM.
O Papa Francisco nomeou-o Bispo de Inongo em 31 de março de 2018.